# Eudiscoelius viridis
Eudiscoelius viridis är en stekelart som först beskrevs av Smith 1858.  Eudiscoelius viridis ingår i släktet Eudiscoelius och familjen Eumenidae. Inga underarter finns listade i Catalogue of Life.